# Johannes Olav Fallize
Johannes Olav Fallize (Bettelange, 9 de novembre de 1844 – Ciutat de Luxemburg, 23 d'octubre de 1933) fou un sacerdot luxemburguès, que exercí com a primer bisbe catòlic a Noruega des de la Reforma Protestant. Com a cap de l'Església Catòlica de Noruega durant 35 anys, va ser el Prefecte Apostòlic de Noruega des de 1887 fins a 1892 i el Vicari Apostòlic de Noruega des de 1892-1922.

## Biografia
Jean-Baptiste Fallize va néixer, de fet, a Bèlgica de pares luxemburguesos el 9 de novembre de 1844. En la seva autobiografia, va escriure que el seu naixement i el baptisme es van registrar a la població belga de Villers-la-Bonne-Eau, (des de l'any 1977, un barri de la ciutat de Bastogne), situada a la província de Luxemburg, però la seva partida de naixement va mostrar que en realitat va néixer al poble proper de Bettelange, on el seu pare havia estat treballant per una adoberia. Però els pares, Jean Fallize i Thérèse Pfeffer, eren luxemburguesos d'Arsdorf, actualment una part de la comuna de Rambrouch, al cantó de Redange. El 1850, quan Jean-Baptiste tenia sis anys, es van mudar amb els seus fills a través de la frontera per Harlange (actual al municipi de Lac de la Haute-Sûre), al cantó de Wiltz, al Gran Ducat de Luxemburg. A Harlange, Jean va obrir la seva pròpia adoberia i els fills passar la resta de la seva infància. Un d'ells era Philippe-Michel Fallize (1855-1920), sacerdot i missioner que va servir a la diòcesi de Dhaka (Bangladesh) com a vicari general durant 21 anys (1889-1910).
Els pares de Jean-Baptiste el van apuntar a l'Ateneu de Luxemburg, al seminari del Gran Ducat per als candidats sacerdotals de Luxemburg. Després de graduar-se el 1866, va acceptar la petició de Nicolas Adames, el primer bisbe de Luxemburg, i se'n va anar a Roma per estudiar filosofia, teologia i altres matèries al Collegium Germanicum et Hungaricum, el seminari de parla alemanya, i a la Universitat Pontifícia Gregoriana, el col·legi dels jesuïtes. Va ser ordenat sacerdot a la basílica de Sant Joan del Laterà de Roma el 1871 i, l'any següent, va obtenir el seu doctorat en filosofia i teologia.
Quan Fallize va tornar a Luxemburg al juliol de 1872, va ser nomenat degà associat i director del nou internat diocesà per a nois. El 1876, va ser consagrat com el sacerdot de la parròquia de Pintsch, al cantó de Wiltz.

## Sacerdot, periodista i polític
Des del principi, Fallize va ser políticament actiu. Va començar com a periodista. Va fundar i va editar dos diaris setmanals, el Luxemburger Sonntags-blättchen für Stadt und Land (1874-1887) (rebatejat dos anys més tard com el Luxemburger Sonntagsblatt für Erbauung, Unterhaltung und Belehrung), per als lectors catòlics, i el Luxemburger Volksblatt (1880-1885) per als lectors més polititzats. A més d'aquests dos diaris, s'hi ha d'afegir el Luxemburger Marienkalendar, el 1877. Fallize ja havia escrit per a un altre calendari, el Luxemburger Hauskalendar, el 1874. Escriuria per al seu nou calendari durant els següents deu anys, fins al 1887. En pocs anys, va tenir el control de la majoria de la premsa catòlica luxemburguesa. Sempre com a conservador i ultramuntà, va criticar els maçons, liberals, el Kulturkampf i tot allò que amenacés l'Església Catòlica. Alguns dels seus editorials van molestar tant al president del Govern, Félix de Blochausen, un liberal, que el sacerdot va estar empresanat trenta dies el 1880. Tanmateix, també va obtenir el 14 de juny de 1881 un escó a la Cambra de Diputats del Gran Ducat en representació del cantó de Clervaux, al nord de Luxemburg. No obstant això, per obtenir el seu escó, va haver de demanar la baixa honorable el 21 de setembre de 1881 de la seva parròquia perquè la seva nova carrera política no era compatible amb la seva antiga faceta. Es va traslladar a la capital de Luxemburg, on va donar suport al partit catòlic de dretes durant sis anys, des de 1881 a 1888.
A causa de les seves activitats, Fallize va ser nomenat el 1884 per part del nou bisbe de Luxemburg, Johannes Joseph Koppes, economus (responsable de les finances i la logística) i vicari general de la Diòcesi de Luxemburg. L'any següent també va fundar l'editorial Sankt-Paulus (l'actual Saint-Paul Luxembourg) per publicar revistes i fullets en el suport a l'Església Catòlica. També es va convertir en l'editor d'un diari nacional, el Luxemburger Wort (actualment, d'Wort), i va ocupar aquest càrrec durant dos anys, fins a 1887.
El 6 de febrer de 1887, a causa dels seus èxits, tant en mitjans de comunicació com en la política, Fallize va ser nomenat pel Papa Lleó XIII com el segon Prefecte Apostòlic de Noruega, així com el protonotari apostòlic i el prelat de les Cambres papals.

## Bisbe de Noruega
Fallize va arribar a Christiania (avui Oslo) tres mesos després, el 18 de maig de 1887, per començar el seu període. Havien passat 350 anys des que la Reforma va perseguir als bisbes i sacerdots catòlics de Noruega, però els sacerdots ja havia estat presents a Christiania des de 1843 i a Bergen des de 1854. El 1869 s'hi va unir pel primer Prefecte Apostòlic, Bernard Bernard, d'origen grancès. Quan Fallize va succeir-lo, hi havia només 800 creients i 16 sacerdots en només 4 parròquies i la majoria d'ells eren estrangers a les ciutats.
Fallize, ajudat per un grup de sacerdots de Luxemburg, es va disposar a organitzar una comunitat catòlica arreu de Noruega. Va fundar parròquies, escoles, hospitals i associacions i va construir vuit noves esglésies. Va introduir-hi la litúrgia romana i cants gregorians. Va viatjar extensament per tota la seva diòcesi i en les seves visites a altres països va recaptar fons per a la seva diòcesi. El 1889, el seu segon any a Christiania, va fundar la revista setmanal catòlica, St. Olaf Katholsk tidende i St. Olafs Trykkeri i, quatre anys més tard, tenia més de 50 títols publicats en noruec. El 1901, va crear les Germanes Franciscanes, una congregació de monges que porten el nom de Sant Francesc Xavier per tenir cura dels seus hospitals i escoles.
Encara que fos luxemburguès, es considera que Fallize va ser lleial al seu país d'adopció. Va donar una gran importància en el patriotisme de Noruega i va elogiar la democràcia i la tolerància de Noruega. Va escriure llibres i articles sobre Noruega pels seus lectors de Luxemburg, França, Bèlgica, Alemanya, Àustria i Suïssa. Pel seu antic diari, Luxembourg Wort, va enviar 24 cartes sobre Noruega entre 1887 i 1898. El 1913, es va assegurar que el Vaticà fos el primer a reconèixer la sobirania noruega sobre Svalbard i va afegir el nom en alemany de l'arxipèlag, Spitsbergen, als seus títols episcopals. El 22 d'abril 1891 seria naturalitzat com a ciutadà de Noruega, amb el nom de Johannes Olav Fallize, en honor de la patrona del seu país d'adopció, Sant Olaf. Sis anys més tard, el 1897, per primera vegada des de la Reforma, es va celebrar la festa de Sant Olaf a Trondheim.
Se li reconeix l'expressió: «No puc tolerar contradiccions!». Va ser un pastor de la vella escola, que exigia obediència total al nom de l'Església, cosa que el va posar en conflicte amb gairebé tothom —les persones, les germanes, les autoritats civils i fins al Vaticà. Donaria instruccions detallades als seus sacerdots sobretot, incloent-hi la roba, els esports (que no volia que fessin) i les bicicletes. Va animar als pares catòlics a enviar els seus fills a les escoles catòliques només sota l'amenaça d'excomunió, fins i tot quan el Vaticà li va demanar mantenir una línia més suau.
La Constitució de Noruega de 1814 havia garantit la prohibició en contra dels "jesuïtes i altres ordres monacals" per a tota Noruega. El 1894, Fallize va intentar persuadir al Parlament de Noruega per aixecar la prohibició contra els jesuïtes a través de la publicació del pamflet Munken og Jesuiterne : Apologetisk Afhandling, on desmentia els mites sobre els jesuïtes i explicava els malentesos sobre les seves doctrines i pràctiques. El Parlament s'hi va negar durant els següents tres anys. El 1897, es va permetre l'entrada a "altres ordres monacals" a Noruega, però els jesuïtes van haver d'esperar fins a 1956.
Fallize va aconseguir que, l'11 de març de 1892, el Papa Lleó XIII millorés l'estat de Noruega per a vicariat apostòlic i el nomenés Vicari Apostòlic. Tot i que seguia sent el cap de l'Església Catòlica de Noruega, el nou títol no tenia la gravetat i l'autoritat d'un bisbe, així que el 19 de març de 1892 va ser consagrat com a bisbe titular d'Elusa. La cerimònia es va realitzar a Roma per Paul Melchers, l'exarquebisbe de Colònia, amb l'assistència de l'arquebisbe Tancredo Fausti i el bisbe Victor-Jean-Joseph-Marie van der Branden de Reeth. D'aquesta manera Fallize es va convertir en el primer bisbe catòlic de Noruega des de la Reforma.
El 18 de maig de 1912, Fallize va ser guardonat amb el Comandant de l'Orde de Sant Olaf per les seves activitats filantròpiques i els seus escrits sobre Noruega. El 31 de maig, el Papa Pius X el va nomenar Assistent al Tron de Sant Pere i comte papal de Roma pels seus esforços missioners i èxits en el creixement de l'Església Catòlica a Noruega.

## Jubilació
El 21 de juny de 1922, a Fallize se li va permetre dimitir de tots els seus càrrecs a Noruega. Oficialment, es va argüir la seva vellesa i malaltia, però un dels biògrafs creu que la seva renúncia es va fer a petició del Vaticà, que l'havia trobat "una mica massa voluntariós" i difícil. No obstant això, havia fet l'Església catòlica de Noruega més gran, millor i forta, amb prop de 2.600 creients (el 1920) en deu parròquies, de manera que, per això, va ser nomenat l'arquebisbe titular de Calcis, a Grècia, el 9 d'octubre de 1922. Es va establir a Bergen per als dos següents any, però el 25 d'abril de 1924, es va traslladar de nou a Luxemburg, on es va retirar al convent de Santa Zita a la ciutat de Luxemburg. Allí va morir el 23 d'octubre de 1933 a l'edat de 89. Amb un funeral a la Catedral de Santa Maria de Luxemburg, va ser enterrat al cementiri de Sant Nicolau, en el barri de Limpertsberg de la mateixa ciutat el 31 d'octubre de 1933.

## Obra
Fluid en cinc idiomes –alemany, francès, noruec, llatí i neerlandès–, Fallize, a més de redactor i editor de diaris i redactor de calendaris, també va escriure poemes, editorials, conferències, informes, memòries, diaris de viatge. Tot i això, la seva temàtica no es va limitar a l'Església Catòlica, Noruega i Luxemburg.
Entre 1864 i 1869, quan encara era estudiant de l'Ateneu, Jean-Baptiste va escriure un centenar de poemes, en tots els estils, de gazals a sextines, sobre certs aspectes de la seva pàtria, com el riu Mosel·la, Vianden, l'emigració a Amèrica (el seu germà Philippe-Michel havia anat a Amèrica) i altres, incloent a la Maria, mare de Jesús. Però, a partir de 1870 va escriure guies de viatges. Va escriure sobre els seus anys universitaris a Roma a Eine Reise nach Rom, publicat en el primer volum de Luxemburger Volksbibliothek, una sèrie d'obres cristianes que ell va fundar.
A Noruega, Johannes Olav va escriure històries de viatges, que es van traduir a l'alemany, noruec i portuguès, i descripcions de la natura, ciutats, pobles i paisatges. Va publicar quatre llibres sobre els seus viatges al Cercle polar àrtic, tres en francès —Tournée pastorales en Norvège, (1895), Promenades en Norvège (1900) i Excursions en Norvège et chez les Lapons (1912)— i un en neerlandès, Verkenningstochten in Norwegen el 1904. També va editar cartes i directives papals en un llibre, Kirkelige Bekjendtgjørelser, així com obres d'edificació i els llibres de text escolars. També van col·laborar en revistes com Katholische Missionen de Friburg de Brisgòvia, Les missions catholiques de Lió  i St. Olav Katholsk tidende de Christiania. En total, les seves publicacions van ascendir a més de 50 títols. Un d'ells és Der kleine Jesus als Applicant, un pamflet jubileu publicat a Noruega el 1895 i a Alemanya el 1898 on encoratja els joves catòlics a convertir-se en sacerdots, monjos i monges.

## Llegat
Hi ha un monument en honor de Fallize amb una capella adjacent, en el lloc de l'antiga adoberia, on el seu pare va treballar, a la vall de Bëtlerbaach, a la frontera amb Bèlgica.